# Torymus viridis
Torymus viridis is een vliesvleugelig insect uit de familie Torymidae. De wetenschappelijke naam is voor het eerst geldig gepubliceerd in 1785 door Geoffroy.